# Doctor My Eyes
Doctor My Eyes (italiano: Dottore i miei occhi) è il primo singolo tratto dall'album d'esordio del cantante Jackson Browne intitolato Jackson Browne. Nel 1972 la canzone salì fino all'ottavo posto della classifica di Billboard preludendo ai numerosi altri successi che seguiranno nella carriera del cantante.
Il brano, scritto interamente da Browne, è un pezzo spensierato dal gusto country-rock.

## Tracce
1. Doctor My Eyes – 3:11 (Jackson Browne)
2. Looking into You – 4:20 (Jackson Browne)

## Versioni

### La versione dei Jackson 5
Il gruppo musicale statunitense The Jackson 5 registrò una versione di questo brano e la inserì nel suo album in studio Lookin' Through the Windows, dal quale la canzone venne estratta come terzo ed ultimo singolo.

#### Tracce
1. Doctor My Eyes – 3:12 (Jackson Browne)
2. My Little Baby – 2:55 (The Corporation)